# Space Oddity (singolo)
Space Oddity è un brano musicale scritto e interpretato da David Bowie e pubblicato come 45 giri l'11 luglio 1969.
Uscito a due anni di distanza da Love You Till Tuesday, è il decimo singolo del cantante ed il primo estratto dall'album omonimo.
Oltre ad aver raggiunto i primi posti della classifica inglese due volte a distanza di sei anni, detiene il primato di 45 giri di Bowie più venduto nel Regno Unito e rimane una delle sue canzoni più note, tanto da essere ormai entrata nella cultura di massa.
All'inizio del 1970 venne pubblicata la versione cantata in italiano della canzone intitolata Ragazzo solo, ragazza sola, con un testo scritto da Mogol, in realtà non attinente a quello originale, e nel 1971 uscì Un homme a disparu dans le ciel, versione in lingua francese eseguita da Gérard Palaprat.
Il 12 maggio 2013, il colonnello e comandante della Expedition 35 Chris Hadfield ha intonato la canzone a bordo della Stazione spaziale internazionale, con il testo in parte modificato, prima di rientrare sulla Terra.
Oltre a ottenere il disco d'oro in Italia nel 2015 e il disco di platino nel Regno Unito nel 2016, Space Oddity è stata inclusa tra le "500 canzoni che hanno plasmato il rock and roll" della Rock and Roll Hall of Fame.

## Tracce
1. Space Oddity (David Bowie) - 4:33
2. Wild Eyed Boy from Freecloud (David Bowie) - 4:52

## Formazione
- David Bowie - voce, chitarra acustica, stilofono
- Mick Wayne - chitarra elettrica
- Herbie Flowers - basso
- Terry Cox - batteria
- Rick Wakeman - pianoforte, mellotron

## Il brano
(Camille Paglia, The Sunday Times, 2013)
La storia del viaggio spaziale di Major Tom è entrata ormai nell'antologia pop e David Bowie ha sempre lasciato un alone di mistero intorno alla canzone. «Riguarda l'alienazione», disse una volta, aggiungendo di essere molto portato a immedesimarsi col protagonista. Nel luglio 2002, in un'intervista con Paul Du Noyer della rivista Mojo, il cantante è tornato sul significato del brano affermando che Space Oddity parla solamente «del sentirsi soli».
All'inizio del 1969, dopo una serie di singoli fallimentari e un album d'esordio passato inosservato, le prospettive di Bowie come cantante pop stavano sbiadendo e la sua relazione con Hermione Farthingale era giunta alla fine. Alla luce della lite avvenuta durante la registrazione del video promozionale Love You Till Tuesday, proprio il giorno prima che David incidesse la prima versione di Space Oddity, versi malinconici come I think my spaceship knows which way to go («Penso che la mia astronave sappia quale via seguire») contribuiscono a far vedere il brano come rinuncia, rassegnazione e accettazione di un destino preordinato. L'ansia per la perdita di "controllo" potrebbe inoltre avvalorare la visione della base di controllo come metafora del grembo materno, un ambiente che nutre e dà certezze morali ma che l'individuo perde quando viene catapultato nella vita.
Il verso Planet Earth is blue, and there's nothing I can do si offre poi ad una doppia lettura, essendo interpretabile sia come «Il Pianeta Terra è triste e non c'è nulla che io possa fare» sia come una citazione della prima frase pronunciata dal cosmonauta sovietico Jurij Gagarin durante il volo orbitale attorno al pianeta. Bowie potrebbe aver creato un personaggio mandato in orbita da figure dell'establishment che lo controllano, gli danno ordini e vogliono che faccia la sua parte di promozione mediatica, il che ha portato alcuni biografi a ipotizzare che il suo stato d'animo al momento riflettesse il beato senso di isolamento del protagonista che, come ha scritto Neil McCormick sul Daily Telegraph l'8 ottobre 2009 «decide di andare alla deriva piuttosto che tornare su un pianeta in cui, come molti della sua generazione, si ritiene politicamente impotente».
C'è anche chi ha voluto individuare un sottotesto legato agli stupefacenti nel "trip" del Maggiore Tom, suggerendo che il conto alla rovescia, il decollo e il «fluttuare nel modo più strano» (I'm floating in a most peculiar way) potrebbero essere riferiti all'assunzione di droga e al suo effetto. In seguito il cantante ha ammesso di aver intrattenuto nel 1968 «uno stupido flirt con l'eroina», affermando di essere stato attratto «semplicemente dal mistero e dall'enigma di provare un'esperienza nuova», e nel 1980 è tornato sull'argomento su New Musical Express in occasione dell'uscita di Ashes to Ashes: «C'era la grande esplosione tecnologica americana che ha spinto questo ragazzo nello spazio, ma una volta arrivato non era del tutto sicuro del perché fosse lì. Ed è lì che l'ho lasciato... Una volta resosi conto che l'intero processo che lo spinse lassù è decaduto è entrato in un processo di decomposizione. Ma lui vuole tornare nel rassicurante grembo, sulla Terra, dove tutto è iniziato... Si tratta di uomini dello spazio diventati dei drogati».
Eppure, anche se alienazione e solitudine rappresentano possibili chiavi di lettura, Space Oddity non è un brano del tutto cupo e disperato: soprattutto all'inizio il testo suona come il gioco di due ragazzi con il walkie-talkie e Bowie usa spesso parole "infantili" al posto di quelle che utilizzerebbe un adulto: "astronave" (spaceship) invece di "razzo" (rocket), "conto alla rovescia" (countdown) invece di "sequenza di accensione" (ignition sequence), e anche il nome di "Major Tom" sembra quello di un eroe d'azione degli anni cinquanta piuttosto che di un reale astronauta.

### Il lato B
La versione operistica destinata ad essere l'ottava traccia dell'album Space Oddity venne registrata nel luglio 1969, ma un'incisione acustica di Wild Eyed Boy from Freecloud era già stata prodotta il 20 giugno ai Trident Studios in poco più di venti minuti, con David alla chitarra e Paul Buckmaster al violoncello, e fu questa ad essere scelta come lato B del 45 giri. Dalla versione uscita negli Stati Uniti venne eliminato il primo verso, per cui la canzone iniziava con «Staring through the message in his eyes» con una durata ridotta a 3:20.

## Influenze
(David Bowie)
Una fonte d'ispirazione per Space Oddity fu sicuramente il celeberrimo film di Stanley Kubrick del 1968, che secondo il biografo Christopher Sandford ebbe un "impatto sismico" sul cantante all'epoca della sua uscita. Le sensazioni di isolamento attirarono Bowie che fu particolarmente colpito dalle immagini del finale, tanto da inserire nella coda della canzone un riferimento a Atmospheres, brano conclusivo del film del compositore György Ligeti. Così, quando alla fine del 1968 il manager Kenneth Pitt gli chiese di scrivere per il video Love You Till Tuesday «un pezzo che avrebbe dimostrato inequivocabilmente la potenza inventiva di David e che avrebbe probabilmente rappresentato il punto più alto della sua produzione», il cantante aveva già uno scenario in mente: nei giorni successivi scrisse Space Oddity che andò a completare la scaletta delle tracce per il video.

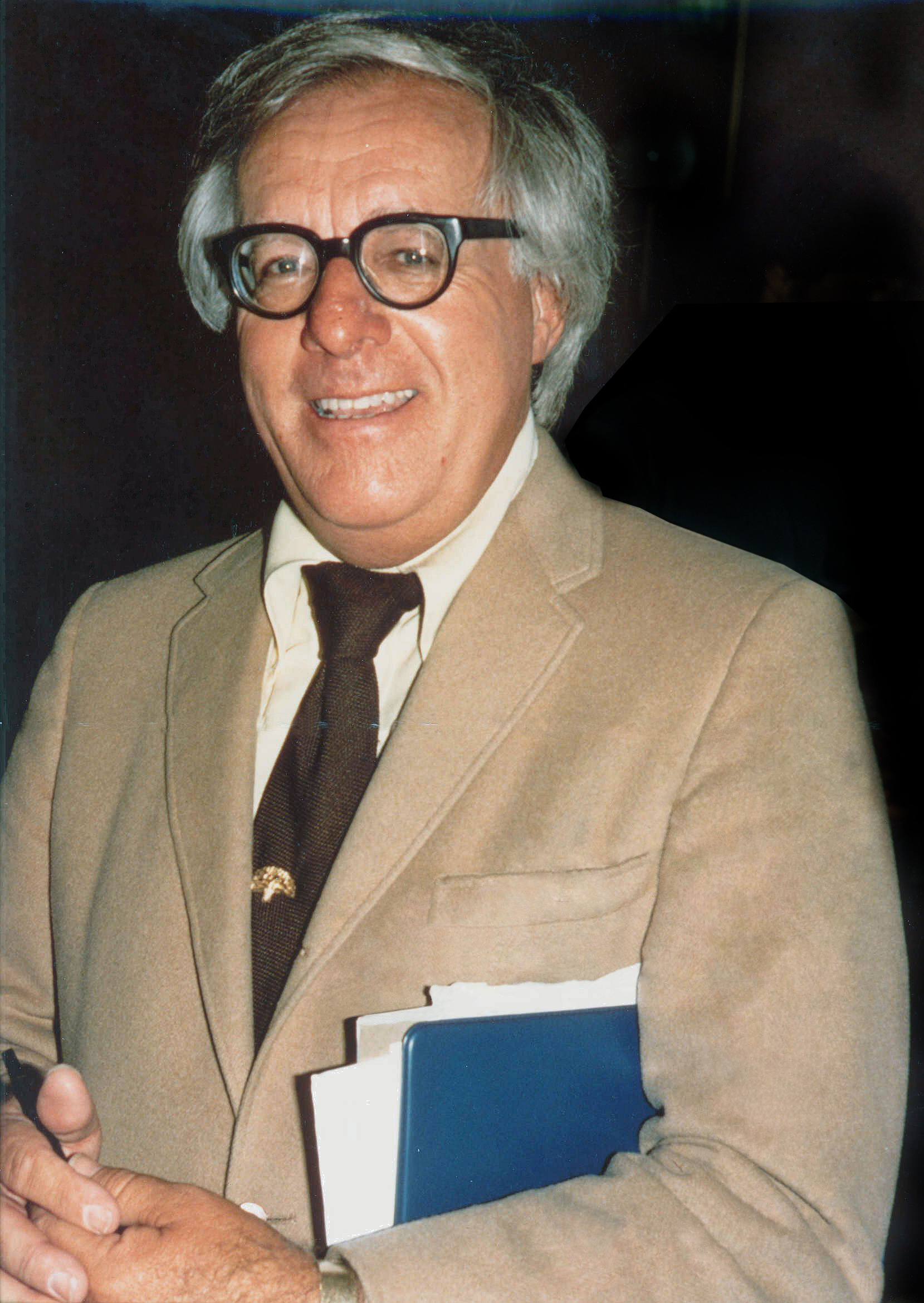
La fantascienza di Ray Bradbury è una delle fonti d'ispirazione per Space Oddity.

L'influenza del film di Kubrick non fu un caso. Bowie si era rivelato un fan della fantascienza dai tempi di We Are Hungry Men e altre fonti d'ispirazione possono essere intervenute come la raccolta Il gioco dei pianeti di Ray Bradbury, che comprende i racconti L'astronauta (The Rocket Man, in seguito ispiratore anche per Bernie Taupin) dove la vita dell'"uomo dello spazio" appare noiosa e isolata come quella di un commesso viaggiatore, Caleidoscopio, dove gli astronauti bruciano nel cosmo e le loro braci morenti sono viste come una stella cadente sulla Terra, ma soprattutto Verso il nulla, in cui un cosmonauta ha il dubbio se la Terra e le stelle siano reali e si uccide uscendo dalla camera d'equilibrio.
Non bisogna poi dimenticare che nell'estate del 1969 erano in corso i preparativi della missione Apollo 11, che il 20 luglio avrebbe portato Neil Armstrong e Buzz Aldrin sulla Luna. Da questo punto di vista, al di là del diffuso entusiasmo che probabilmente contagiò anche David, Space Oddity può rappresentare una riflessione sul carattere vano e transitorio della fama, come emerge nel verso «and the papers want to know whose shirts you wear», interpretabile come «i giornali vogliono sapere per quale squadra fai il tifo». Bowie comincia a porsi domande sui criteri della celebrità e si comincia a prefigurare la fusione dei diversi significati di "star", che più avanti caratterizzerà la figura di Ziggy Stardust.
Musicalmente il brano rivela il nuovo indirizzo acustico assunto dalle composizioni di Bowie dopo la formazione dei Feathers a fine 1968. Lo stile, l'arrangiamento e anche il testo devono molto ai modelli folk rock statunitensi di fine anni sessanta, in particolare al brano dei Bee Gees New York Mining Disaster 1941 del 1967. Come ha poi confermato il chitarrista dei Feathers, John Hutchinson: «Space Oddity è una canzone tipo Bee Gees, David lo sapeva e all'epoca lo dichiarava apertamente... il modo di cantarla è preso di sana pianta dai Bee Gees».

## Registrazione
La prima incisione di Space Oddity fu quella prodotta da Jonathan Weston il 2 febbraio 1969 ai Morgan Studios di Willesden per il video Love You Till Tuesday. Alla registrazione, che produsse due varianti della durata di 3:45 e 4:31, parteciparono John Hutchinson alla chitarra, oltre che alla voce del "Ground Control", Dave Clegg al basso, Tat Meager alla batteria e Colin Wood a organo Hammond e mellotron.
Tra marzo e aprile Bowie e Hutchinson registrarono una nuova versione acustica del brano per un demo che assicurò al cantante il contratto con la Mercury Records. In questo caso esistono tre varianti tutte della stessa durata (5:10).

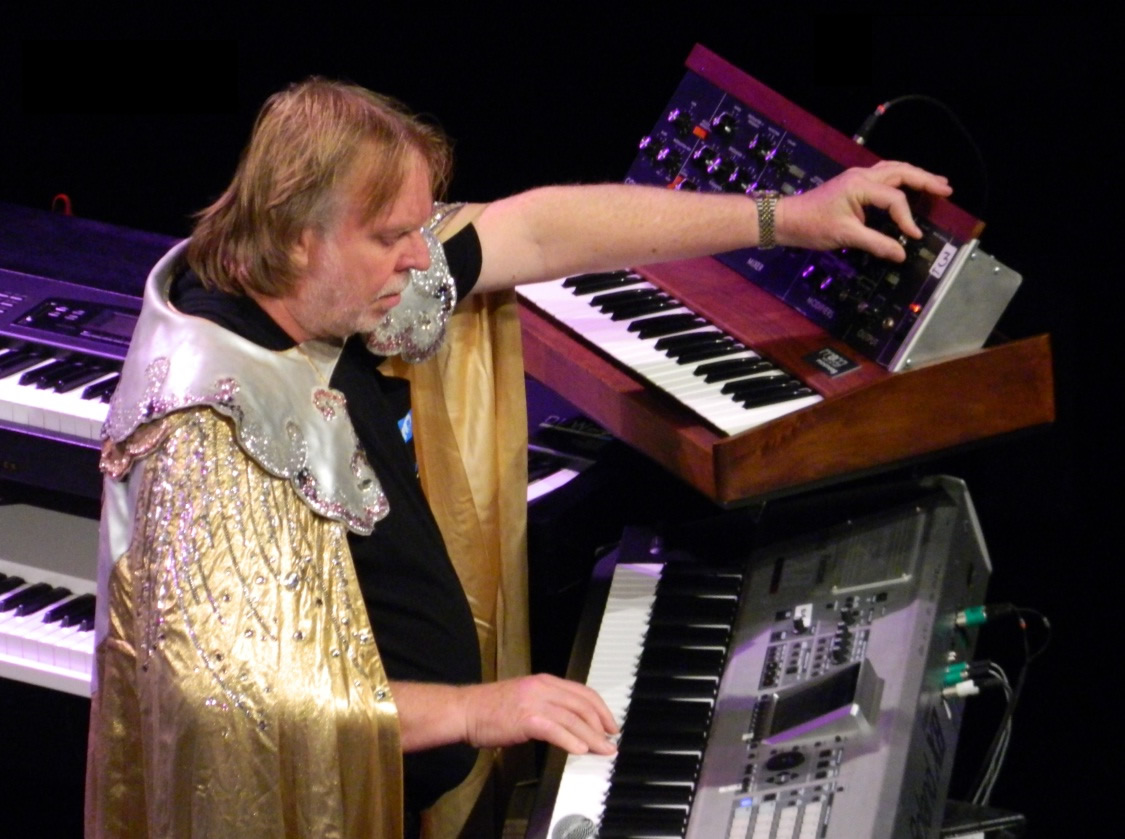
Rick Wakeman, turnista ai tempi di Space Oddity e futuro membro degli Yes.

Il 20 giugno 1969 venne incisa la versione del 45 giri, la stessa presente nell'album e probabilmente la più conosciuta. Alle registrazioni parteciparono il chitarrista Mick Wayne, autore delle parti di assolo e del countdown, il bassista Herbie Flowers, il batterista Terry Cox che in quel periodo suonava nei Pentangle e il tastierista Rick Wakeman. Quest'ultimo ha ricordato nel 2006 la sua prima collaborazione con Bowie: «Ho imparato così tanto da lui sia in studio che semplicemente passando del tempo con lui. Sapeva sempre quello che voleva e non si faceva influenzare dai manager, dalle compagnie discografiche o da chiunque lui pensava non avesse una genuina conoscenza o abilità musicale».
Tra le curiosità della canzone c'è la presenza dello stilofono, strumento musicale elettronico introdotto da poco e formato da una tastiera metallica controllata da una piccola penna elettronica. Bowie cominciò ad usarlo per il demo con Hutchinson e in seguito ha rivelato che fu Marc Bolan, leader dei T. Rex e pioniere del glam rock, a fargli conoscere le modulazioni elettroniche dello stilofono: «Mi disse "a te piace questa roba, cerca di tirarne fuori qualcosa". Allora l'ho messo in Space Oddity e devo dire che ha funzionato. Non era altro che un piccolo segnale innescato da elettrodi. Il suono era atroce».

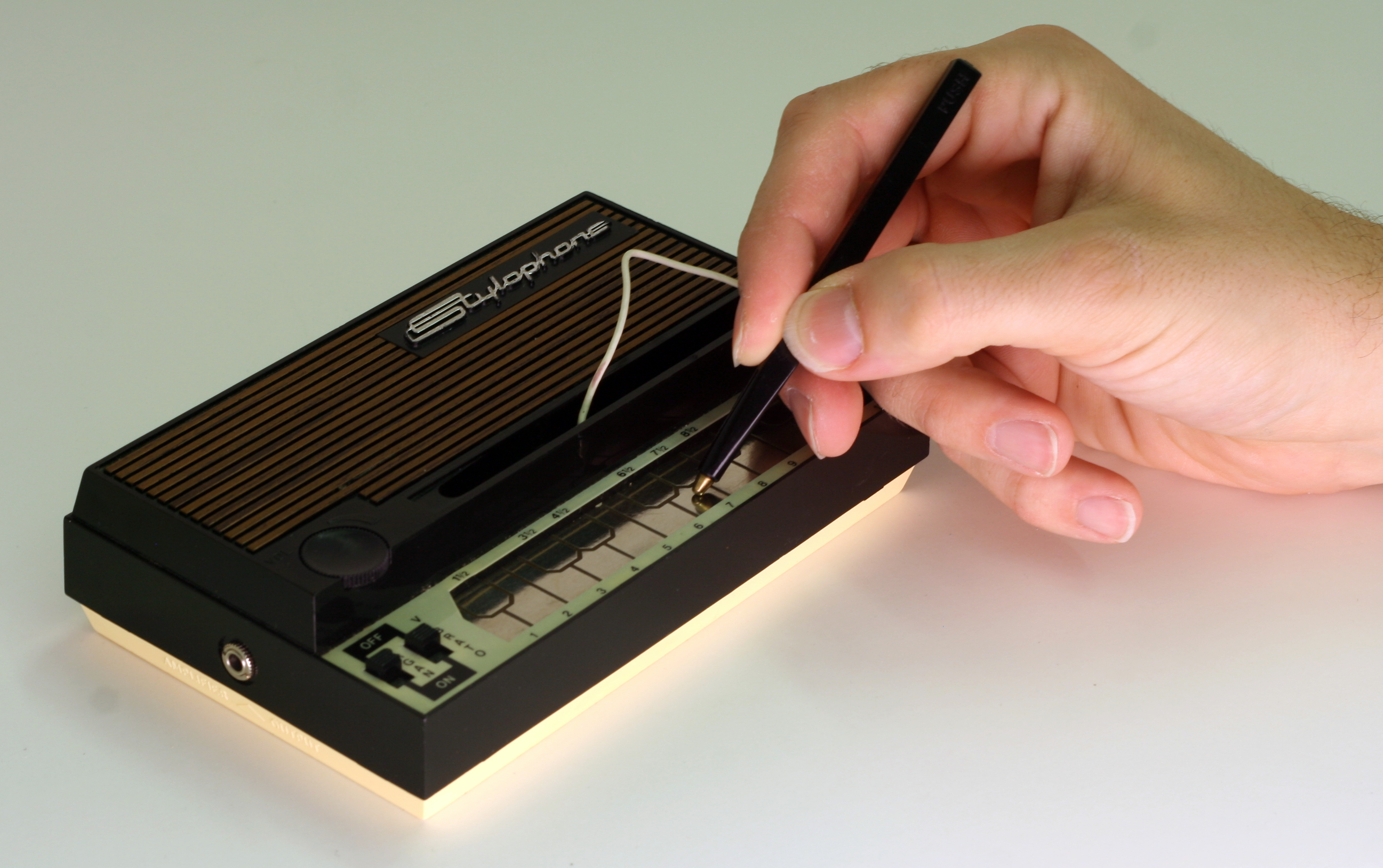
David Bowie è uno dei primi artisti ad introdurre lo stilofono nel rock.

Tony Visconti, che David aveva conosciuto nell'estate del 1967 e al quale chiese di produrre l'album, odiava questa canzone tanto da decidere di delegare la produzione al suo collega Gus Dudgeon. Questi ricevette la proposta ed il primo ascolto del demo fece il suo effetto: «Non ci potevo credere. Chiamai Tony al telefono e gli dissi "non puoi seriamente non voler registrare questa canzone". "È che non mi piace", mi rispose». Nel 2013 Visconti è tornato sull'argomento in una intervista con Andrew Goldman del New York Times: «Riflettendoci, nessuna delle altre canzoni è stata una hit. Mi sono preso a calci molte, molte volte da allora perché mi ero completamente sbagliato». Come ha scritto Neil McCormick su Telegraph l'8 ottobre 2009, «la cosa che colpisce di più della produzione di Gus Dudgeon è che, nonostante la strumentazione sontuosa, ha davvero una galleggiante leggerezza che corrisponde perfettamente con il tema. La passeggiata spaziale di Major Tom è evocata nei suoni piuttosto che nelle parole...».
Una nuova registrazione semi acustica venne effettuata il 31 dicembre 1979 per il Kenny Everett New Year's Eve Show di ITV, su idea del regista del programma David Mallet, e pubblicata l'anno successivo come lato B del singolo Alabama Song. «Non avevamo intenzione di farne un singolo» ha detto Visconti nel 2001, «Andy Duncan è alla batteria e un simil-Bowie, Zaine Griff, è al basso. Ho dimenticato il nome del pianista. David suona di nuovo la chitarra a 12 corde». Il sontuoso arrangiamento della versione 45 giri venne ridotto all'essenziale e questo spiega il messaggio "Sorry Gus" (riferito a Gus Dudgeon) che si può trovare scarabocchiato sul bordo interno del vinile. In un'intervista apparsa su New Musical Express nel 1980, Bowie ha dichiarato: «Ho acconsentito, purché potessi farla senza tutto l'arrangiamento ma solo con tre strumenti. Avendola suonata solo alla chitarra acustica sul palco in passato ero sempre stato sorpreso di quanto forte fosse come semplice canzone, senza tutti gli archi ed i sintetizzatori. In effetti l'aspetto video è secondario...».

## Uscita e accoglienza
Il singolo venne pubblicato l'11 luglio 1969, in tempo per l'impresa dell'Apollo 11, anche se Space Oddity aveva già ricevuto il primo ascolto di massa sei giorni prima attraverso il sistema di amplificazione del concerto dei Rolling Stones a Hyde Park dedicato a Brian Jones.
Space Oddity fu il primo 45 giri di Bowie pubblicato in Italia, dove uscì il 5 settembre 1969 (The Laughing Gnome, seppur precedente, sarebbe uscito solo nel 1973). Verso la fine del 1969, Bowie ed il suo team decisero di tentare l'ingresso nel mercato italiano dei 45 giri con una versione in italiano scritta dal paroliere milanese Mogol; il brano, uscito nel 1970 sotto il nome di Ragazzo solo, ragazza sola, non aveva tuttavia alcuna attinenza con la versione originaria, trattandosi di una storia d'amore. Sempre nel 1969 fu pubblicato un EP che aveva sul lato B, oltre a Space Oddity, Che t'importa se sei stonato di Orietta Berti, e l'anno successivo il gruppo I Giganti pubblicò il 45 giri Corri uomo corri, cover con il testo scritto da Mogol vagamente ispirato all'originale. Nel 1974 il brano sarebbe stato fonte d'ispirazione anche per i Dik Dik, che nell'ultima edizione di Canzonissima proposero la loro "stranezza spaziale" intitolata Help me.
Oltre che in Europa uscì negli Stati Uniti, in Canada, Libano, Sud Africa, Brasile, Giappone, Australia, Nuova Zelanda e Singapore. L'attualità di Space Oddity non sfuggì alla Mercury Records, che distribuì il 45 giri in America, né alle tante emittenti sulle quali esercitava pressioni. Alcune di queste la adottarono come inno non ufficiale degli avvenimenti del 20 luglio, anche se la storia di un astronauta che non tornava dal suo viaggio non venne apprezzata da alcune radio che rifiutarono di trasmetterla. Come risultato, il singolo uscì nella totale indifferenza e solo con la riedizione del 1973, anche grazie al successo di The Rise and Fall of Ziggy Stardust and the Spiders from Mars e Aladdin Sane, raggiunse il 15º posto nella Billboard Hot 100.
In patria la BBC trasmise Space Oddity durante i servizi dedicati all'allunaggio e da allora la canzone è stata spesso presente nei documentari sulle esplorazioni spaziali. In questo caso l'accoglienza da parte della stampa fu decisamente positiva. «Ho scommesso con i colleghi che sarà un grande successo», scrisse Penny Valentine su Disc and Music Echo, aggiungendo di averlo «ascoltato incantata dall'inizio alla fine... il suo sound è affascinante... È naturalmente destinato a sfondare in America, il che è positivo». Tony Palmer dell'Observer considerò Space Oddity una gradita ventata di cinismo «in un'epoca in cui siamo pateticamente aggrappati ad ogni minima mossa degli astronauti, in cui ammiriamo incondizionatamente le cosiddette conquiste dei nostri eroi in tuta spaziale senza minimamente chiederci perché si trovino lì».
Oltre alle buone recensioni da parte delle riviste specializzate, il brano rappresentò il primo vero e proprio successo commerciale di David Bowie raggiungendo la 5ª posizione nella classifica inglese il 6 settembre 1969. Con la riedizione del 1975, inserita dalla RCA in un maxi singolo che conteneva anche Changes e l'allora inedita Velvet Goldmine, Space Oddity riuscì ad ottenere la vetta della Official Singles Chart, rimanendo in classifica circa due mesi.
Nel gennaio 2016, dopo la morte di David Bowie la canzone ha guadagnato nuova popolarità ed ha nuovamente fatto ingresso nelle classifiche di molti Paesi. Oltre a raggiungere il 1º posto in Francia, cosa mai accaduta prima per un singolo di Bowie, Space Oddity si è piazzata all'8º posto su iTunes l'11 gennaio.

### Classifiche
| Paese         | Anno | Posizione | Classifica                                    |
| ------------- | ---- | --------- | --------------------------------------------- |
| Australia     | 2016 | 31        | Top 100 Singles Chart                         |
| Austria       | 2016 | 27        | Ö3 Austria Top 40                             |
| Belgio        | 1976 | 20        | Ultratop 50 Singles (Fiandre)                 |
| Francia       | 2013 | 1         | Syndicat national de l'édition phonographique |
| Germania      | 2016 | 40        | Top 100 Single-Charts                         |
| Giappone      | 2016 | 99        | Billboard Japan Hot 100                       |
| Irlanda       | 1969 | 13        | Irish Singles Chart                           |
| Irlanda       | 1975 | 3         | Irish Singles Chart                           |
| Italia        | 1970 | 54        | Top Annuali Single                            |
| Italia        | 2016 | 26        | FIMI                                          |
| Nuova Zelanda | 1969 | 18        | RIANZ                                         |
| Nuova Zelanda | 2016 | 39        | RIANZ                                         |
| Paesi Bassi   | 1969 | 8         | Single Top 100                                |
| Paesi Bassi   | 1975 | 4         | Single Top 100                                |
| Paesi Bassi   | 2016 | 62        | Single Top 100                                |
| Regno Unito   | 1969 | 5         | Official Singles Chart                        |
| Regno Unito   | 1975 | 1         | Official Singles Chart                        |
| Regno Unito   | 1983 | 85        | Official Singles Chart                        |
| Regno Unito   | 2016 | 24        | Official Singles Chart                        |
| Spagna        | 2016 | 13        | Top 50                                        |
| Stati Uniti   | 1973 | 15        | Billboard Hot 100                             |
| Stati Uniti   | 2016 | 4         | Billboard Hot Rock Songs                      |
| Svezia        | 1975 | 15        | Sverigetopplistan                             |
| Svizzera      | 2016 | 15        | Top 75 Singles                                |
| Ungheria      | 2016 | 23        | Single Top 40                                 |

Oltre che nelle classifiche ufficiali, Space Oddity ha trovato posto anche in quelle stilate da riviste specializzate, network televisivi e/o radiofonici.
| Anno | Rivista/Network          | Classifica                                   | Posizione |
| ---- | ------------------------ | -------------------------------------------- | --------- |
| 1987 | - New Musical Express    | I 150 migliori singoli di tutti i tempi      | 67        |
| 1992 | - Nerikes Allehanda      | Le 50 migliori canzoni rock di tutti i tempi | 50        |
| 1995 | - Rocks Musiczine        | Le 100 migliori canzoni rock della storia    | 5         |
| 1997 | - Channel 4/The Guardian | I 100 migliori singoli #1 britannici         | 27        |
| 1997 | - Mojo                   | I 100 migliori singoli di tutti i tempi      | 39        |
| 1998 | - Berlin Media           | Top 100 Guardian                             | 75        |
| 2000 | - VH1                    | Le 100 migliori canzoni di tutti i tempi     | 60        |
| 2006 | - Pitchfork              | Le 200 migliori canzoni degli anni settanta  | 48        |
| 2012 | - New Musical Express    | I migliori singoli #1 di tutti i tempi       | 26        |

## Space Odditydal vivo
Nel 1969 il successo di Space Oddity dette a Bowie la possibilità di eseguirla in numerose occasioni, inclusa una sessione BBC registrata il 20 ottobre e trasmessa la settimana successiva. Tra le altre apparizioni:
- 30 agosto: Doebidoe, programma della tv olandese.[14]
- 2 ottobre: prima apparizione a Top of the Pops in cui suona lo stilofono accompagnato dall'orchestra della BBC.[14] L'esibizione sarà trasmessa il 9 ottobre e replicata la settimana seguente, favorendo l'insediamento del 45 giri al quinto posto in classifica.
- 29 ottobre: 4-3-2-1 Musik für Junge Leute, trasmissione della tedesca ZDF mandata in onda il 22 novembre.[3]
- 3 novembre: Hits A Go Go, programma della tv svizzera.[14]
- 5 dicembre: Like Now, programma della tv irlandese RTÉ.[14]

Il 10 maggio 1970 David eseguì dal vivo Space Oddity agli Ivor Novello Awards ricevendo il premio "Songwriters' Guild" per l'originalità della composizione.
Il 22 maggio 1972 venne registrata (poi non trasmessa) per un'altra sessione BBC nella quale David infilò scherzosamente tra i versi la frase "I'm just a rocket man!", una frecciata al successo di Elton John a suo tempo quinto in classifica che richiamava le stesse tematiche spaziali affrontate da Bowie
Space Oddity è stata eseguita nella maggior parte delle tournée, ad eccezione dello Station to Station Tour (1976), lo Stage Tour (1978), il Glass Spider Tour (1987), l'Outside Tour (1995-96) e l'Hours Tour (1999). Tra le esibizioni "estemporanee":
- 19 ottobre 1973, Marquee Club, Londra: versione per piano e sax filmata per il 1980 Floor Show, accompagnata da riprese della NASA.
- 1975, Top of the Pops: Bowie torna nel programma musicale della BBC dopo sei anni, con sei esibizioni tra ottobre e dicembre.
- 31 dicembre 1979, Dick Clark's Salute to the Seventies, NBC: versione originale del 1969 (esibizione pre-registrata).
- 31 dicembre 1979, The Kenny Everett's New Year's Eve Show, ITV: versione con un nuovo arrangiamento.
- 9 gennaio 1997, Madison Square Garden, New York: esecuzione acustica durante il concerto per il 50º compleanno del cantante.
- 22 febbraio 2002, Carnegie Hall, New York: nuova versione con un arrangiamento per archi curato da Tony Visconti eseguita nel Tibet House Benefit Concert. Bowie è accompagnato da Philip Glass al pianoforte, Sterling Campbell alla batteria e Adam Yauch dei Beastie Boys al basso, oltre che dai Kronos Quartet.

## Pubblicazioni successive
Nel corso degli anni Space Oddity è stata pubblicata altre volte dalla RCA, come lato A o lato B.
| Anno    | Paese          | Note                               |
| ------- | -------------- | ---------------------------------- |
| 1973    | Stati Uniti    | Lato B: The Man Who Sold the World |
| 1973    | Australia      | Lato B: The Man Who Sold the World |
| 1973    | Nuova Zelanda  | Lato B: The Man Who Sold the World |
| 1973    | Canada         | Lato B: The Man Who Sold the World |
| 1973    | Spagna         | Lato B: The Man Who Sold the World |
| 1973    | Giappone       | Lato B: It Ain't Easy              |
| 1975    | Italia         | Lato A: Fame                       |
| 1975    | Regno Unito    | Lato B: Changes/Velvet Goldmine    |
| 1975    | Paesi Bassi    | Lato B: Changes/Velvet Goldmine    |
| 1975    | Stati Uniti    | Lato B: The Man Who Sold the World |
| 1976    | Jugoslavia     | Lato B: Velvet Goldmine            |
| 1977    | Germania Ovest | Lato B: The Man Who Sold the World |
| 1979    | Italia[A]      | Lato B: Fame                       |
| 1980    | Regno Unito    | Lato B: Alabama Song               |
| 1980    | Paesi Bassi    | Lato B: Alabama Song               |
| 1980    | Germania Ovest | Lato B: Alabama Song               |
| 1980    | Paesi Bassi    | Lato A: The Jean Genie             |
| 1982[B] | Regno Unito    | Lato B: Changes/Velvet Goldmine    |
| 1983[C] | Regno Unito    | Lato B: Changes/Velvet Goldmine    |
| 1983[C] | Irlanda        | Lato B: Changes/Velvet Goldmine    |
| 1990    | Giappone       | Lato A: Fame '90 (Gass Mix)        |

Note
- A ^ Nel 1979 Space Oddity è stata la sigla di apertura di Buonasera con... Jet Quiz, programma della Rete Due condotto da Attilio Ciciotto.[52]
- B ^ Versione picture disc pubblicata nella serie Fashions.
- C ^ Riedizione pubblicata nella serie Lifetimes.

Nel 1973, negli Stati Uniti uscì anche in un EP che comprendeva Moonage Daydream, Life on Mars? e It Ain't Easy, mentre nel 1980 venne pubblicato un singolo 12" in cui Space Oddity si fondeva con l'inizio di Ashes to Ashes.
Il 13 febbraio 2006 è stata resa disponibile per il download digitale all'interno dell'EP Serious Moonlight, fatto per promuovere il DVD omonimo, e il 12 luglio 2009 è uscito un EP digitale con la versione originale (mono e stereo), quella del 1979 e otto varianti strumentali tra cui "acustica", "basso e batteria", "mellotron", "stilofono e chitarra".

### Space Odditynelle raccolte
Space Oddity è uno dei brani più presenti nella discografia di David Bowie. Le diverse versioni esistenti sono incluse nelle seguenti pubblicazioni:
| Anno | Pubblicazione                       | Versione                                                                 |
| ---- | ----------------------------------- | ------------------------------------------------------------------------ |
| 1973 | Best Deluxe                         | Versione 45 giri/album                                                   |
| 1974 | David Live[A]                       | Registrazione del luglio 1974 al Tower Theater di Philadelphia           |
| 1976 | ChangesOneBowie                     | Versione 45 giri/album                                                   |
| 1980 | The Best Of Bowie                   | Versione 45 giri/album                                                   |
| 1983 | Ziggy Stardust - The Motion Picture | Registrazione del 3 luglio 1973 all'Hammersmith Odeon di Londra          |
| 1984 | Fame and Fashion                    | Versione 45 giri/album                                                   |
| 1984 | Love You Till Tuesday[B]            | Incisione originale del 2 febbraio 1969 (variante 3:45)                  |
| 1989 | Starman                             | Versione 45 giri/album                                                   |
| 1989 | Sound + Vision                      | Demo acustico del marzo-aprile 1969                                      |
| 1990 | Changesbowie                        | Versione 45 giri/album                                                   |
| 1992 | Love You Till Tuesday[C]            | Incisione originale del 2 febbraio 1969 (variante 4:31)                  |
| 1992 | Scary Monsters[D]                   | Registrazione del Kenny Everett New Year's Eve Show, 31 dicembre 1979[E] |
| 1993 | The Singles Collection              | Versione 45 giri/album                                                   |
| 1995 | London Boy                          | Incisione originale del 2 febbraio 1969 (variante 4:31)                  |
| 1997 | The Best of David Bowie 1969-1974   | Versione 45 giri/album                                                   |
| 1997 | The Deram Anthology 1966-1968       | Incisione originale del 2 febbraio 1969 (variante 3:45)                  |
| 2000 | Bowie at the Beeb                   | Versione inedita registrata il 22 maggio 1972 nella sessione alla BBC    |
| 2002 | Best of Bowie                       | Versione 45 giri/album                                                   |
| 2008 | Live Santa Monica '72               | Registrazione del 20 ottobre 1972 al Civic Auditorium di Santa Monica    |
| 2009 | Space Oddity[F]                     | Demo acustico del marzo-aprile 1969                                      |
| 2014 | Nothing Has Changed                 | Versione 45 giri/album                                                   |
| 2015 | Five Years (1969-1973)              | Versione 45 giri/album                                                   |

Note
- A ^ Riedizione EMI/Virgin del 2005.
- B ^ Versione LP.
- C ^ Versione CD.
- D ^ Riedizione Rykodisc del 1992.
- E ^ Già pubblicata nel 1980 come lato B del singolo Alabama Song.
- F ^ Riedizione EMI/Virgin del 2009.

## Il videoclip
Il video di Space Oddity venne girato dal fotografo Mick Rock agli RCA Studios di New York nel dicembre 1972, durante la parte finale dello Ziggy Stardust Tour. Si trattava di una ripresa piuttosto statica di Bowie intento a suonare la chitarra nello studio deserto, circondato da un armamentario pseudo-era spaziale.
Il video, presente nel VHS The Video Collection e nel DVD Best of Bowie, girato e montato in due giorni con meno di 350 dollari fece da supporto alla riedizione americana del 45 giri effettuata dalla RCA nel 1973 e, successivamente, venne utilizzato anche per promuovere la riedizione britannica del 1975. Da notare che Bowie girò il video nelle vesti di Ziggy Stardust, con un aspetto quindi molto diverso da quello che aveva il 6 febbraio 1969 quando, nelle riprese del video promozionale Love You Till Tuesday, si presentava più appropriatamente nelle vesti di un astronauta che parte per il cosmo su quello che sembra un ciclomotore a forma di casco e viene abbordato da due ingannevoli "sirene dello spazio" (Samantha Bond e Suzanne Mercer) acconciate in stile Blake's 7.
Il 31 dicembre 1979, il canale inglese ITV mandò in onda un altro video di Space Oddity all'interno del Kenny Everett New Year's Eve Show, in una versione realizzata appositamente per lo show che comprendeva alcune immagini che sarebbero state utilizzate nel 1980 per il videoclip di Ashes to Ashes.

## Space Odditynella cultura di massa
- Nel dicembre 1982 il cantante tedesco Peter Schilling ha pubblicato il brano Major Tom (Völlig losgelöst) ispirato al testo di Space Oddity, raggiungendo il 1º posto delle classifiche di Germania, Svizzera e Austria.[55][56][57] La riedizione del 1984 in lingua inglese, dal titolo Major Tom (Coming Home), ha ottenuto il 14º posto della Billboard Hot 100 negli Stati Uniti e il 42 della Official Singles Chart.[58][59]
- Il brano è citato nel film Mr. Deeds del 2002, cantato a cappella su un aereo dai personaggi Longfellow Deeds e Cecil Anderson, e in due episodi della serie Friends: Pizza a domicilio della quinta stagione, cantato da Chandler, e Il giorno dopo della sesta stagione, cantato da Joey.
- Il brano è presente nella colonna sonora dei film The Mother (2003), Planet 51 (2009, interpretato da Keith Murrell), Eva (2011) e Bird People (2014). Nel 2013 è stato utilizzato nel film I sogni segreti di Walter Mitty in una versione in cui alla voce di Bowie si è aggiunta quella dell'attrice Kristen Wiig, anche in questo caso presente nella colonna sonora. Durante un'intervista, il regista Ben Stiller ha parlato dell'importanza di Space Oddity in relazione alla trama: «Cercavo di trovare il modo in cui si inseriva nella storia e in questa scena, che era una sorta di come fantasia e realtà si fondono insieme per Walter, ed è quello che è venuto fuori. Quella canzone, quello che suggerisce nella sua testa, ciò che lui immagina e quello che fa, sembrava venire tutto da quella canzone».[60] Nel 2017 Luc Besson sceglie Space Oddity in apertura del film Valerian e la città dei mille pianeti quasi come fosse un video clip. come ha dichiarato in alcune interviste.[61]
- Il brano è presente nei videogame Alan Wake del 2010, riprodotto durante i titoli di coda, e Call of Duty: Infinite Warfare del 2016.
- Nel 2009-2011 gli U2 hanno usato il brano come apertura dei concerti del loro 360º Tour.
- Nel 2011 è uscito un libro per bambini intitolato Space Oddity che proponeva le parole del brano illustrate da Andrew Kolb.[62]
- Il brano Terrence Loves You di Lana Del Rey, presente nell'album Honeymoon del 2015, contiene un'interpolazione della frase "Ground Control to Major Tom..." nel ritornello.
- Questo brano è stato riprodotto all'interno della vettura "Midnight Cherry Tesla Roadster" della Tesla durante il lancio di quest'ultima a bordo del Falcon Heavy, il nuovo lanciatore pesante della Space X.

## Cover
Moltissimi sono gli artisti che hanno inciso nel corso degli anni la loro versione di Space Oddity:
- il tastierista David Matthews in Dune del 1977
- The King's Singers in Tempus Fugit del 1978
- Rudy Grant su 45 giri nel 1981
- Allan Mayes in Stumbling in the Aisle del 1986
- The Flying Pickets in Flying Pickets Live del 1986
- i Saigon Kick in Water del 1993
- Brix Smith nell'EP Happy Unbirthday del 1997
- i Cold in Oddity EP del 1998
- gli Helloween nella raccolta Metal Jukebox del 1999
- Natalie Merchant in Live in Concert del 1999
- gli Stonedigger in A Collection of Headphone Songs del 2000
- i Tulus in Cold Core Collection del 2000
- gli Star One nell'edizione speciale di Space Metal del 2002
- i More in Someone Like No One del 2002
- The Brown Derbies in Hybrid del 2002
- gli Steel Train nell'EP 1969 del 2003
- gli Ayreon nel CD singolo Day Eleven: Love del 2004
- i Fuzzy Love in Psycho Romantic Mood Swing del 2004
- Trevor Tanner in Bellyache del 2004
- i Def Leppard in Yeah! del 2006 (nel "Wal Mart bonus EP")
- i Glorious Monsters nell'EP In the Movies del 2007
- Mel Watson in Seed del 2007
- John Waite in Jim Ladd's Headsets - From Here to Infinity del 2007
- i Collide in These Eyes Before del 2009
- i Tangerine Dream in Under Cover - Chapter One del 2010
- i Powerman 5000 in Copies, Clones & Replicants del 2011
- William Shatner, il comandante Kirk di Star Trek, con Ritchie Blackmore e Candice Night, in Seeking Major Tom del 2011
- i Sinfonico Honolulu in Absolutely Live del 2011
- Samuel Ferrari nel CD singolo Mattino Blu Elettrico del 2011
- Mike Massé e Jeff Hall in Covers (Mostly Live) del 2012
- gli Smashing Pumpkins nell'album live Oceania: Live in NYC del 2013
- Kendra Morris in Mockingbird del 2013
- gli Space March in It Must Be Obvious del 2014
- i 33Tours in Stereoscope del 2015 (in un mix con Kashmir dei Led Zeppelin)
- gli Stranger Vision in Visions from Space and Mind del 2020

Tra gli artisti che hanno pubblicato versioni strumentali:
- la Vienna Symphonic Orchestra Project in Symphonic Rock - Die Wiener Symphoniker spielen Klassiker der Rockmusik del 1987
- Hank Marvin in Heartbeat del 1993
- The Guitar Orchestra in Interpretations del 1994
- Rick Wakeman in The Piano Album del 1995
- Lisa Carbon (alias Uwe Schmidt) in Standards del 2003
- The Neanderthals in The Neanderthals in Space del 2005
- l'arpista Christina Kline in Harp Rock del 2006
- Andy Roberts in Under the Radar del 2008
- Mike Garson in The Bowie Variations for Piano del 2011
- Steven Charles Boone in Rockabye Baby! Lullaby Renditions of David Bowie del 2014

Altre cover che si trovano in album tributo o compilation di artisti vari includono quelle di:
- Henk Brugge in VTM Soundmix Show del 1994
- i Kyoto Blue in Scanning... Vol. 2 - Cover Versions Continued del 1994
- i Crimson Joy in The Dark Side of David Bowie del 1997
- le Space Girls in Ashes to Ashes - A Tribute To David Bowie del 1999
- i Dogooder in Sound + Vision: The Electronic Tribute to David Bowie del 2002
- i Vitamin String Quartet in The String Quartet Tribute to David Bowie del 2002
- The Langley Schools Music Project in Starman - Rare and Exclusive Versions of 18 Classic David Bowie Songs del 2003
- le Pitch Black Dream in Spiders from Venus: Indie Women Artists and Female-Fronted Bands Cover David Bowie del 2004
- i Classic Rock String Quartet in The Bowie Chamber Suite - A Classic Rock Tribute to Bowie del 2004
- i Jupiter Blue in .2 Contamination: A Tribute to David Bowie del 2006
- i Tribute Stars in The Man Who Fell To Earth - A Tribute To David Bowie 1 del 2006
- i Major Tomboy in David Bowie Acoustic Tribute del 2007 (con il titolo Major Tom)
- Émilie Simon in BowieMania: Une collection obsessionnelle de Beatrice Ardisson del 2007
- The Marbles in Hero - The MainMan Records Tribute to David Bowie del 2007
- The Collectors in Tribute to David Bowie del 2007
- gli Edwood in Repetition*Bowie - Midfinger's Tribute to David Bowie del 2007
- i Reverse in Cool Tributes 2 del 2008
- gli Exitmusic in We Were So Turned On: A Tribute To David Bowie del 2010
- The Ravensbe in Oddities - A Tribute to David Bowie del 2010 (digital release)
- Eddy McManus in Tribute to David Bowie del 2011 (digital release)
- Federica Zammarchi in Jazz Oddity del 2011
- gli Accelorater in Tribute to David Bowie del 2011
- le Kittie in A Salute to the Thin White Duke - The Songs of David Bowie del 2015
- Lea DeLaria in House of David del 2015
- Jherek Bischoff e Amanda Palmer con Neil Gaiman in Strung Out in Heaven: A Bowie String Quartet Tribute del 2016 (digital release)